# Festa nazionale della Svezia
La Festa nazionale in Svezia (Sveriges nationaldag) si festeggia ogni anno il 6 giugno. Prima del 1983, la ricorrenza era nota come Giornata Nazionale della Bandiera (Svenska flaggans dag). Da quell'anno la data fu dichiarata festa nazionale dal Riksdag, il Parlamento svedese.

## Storia

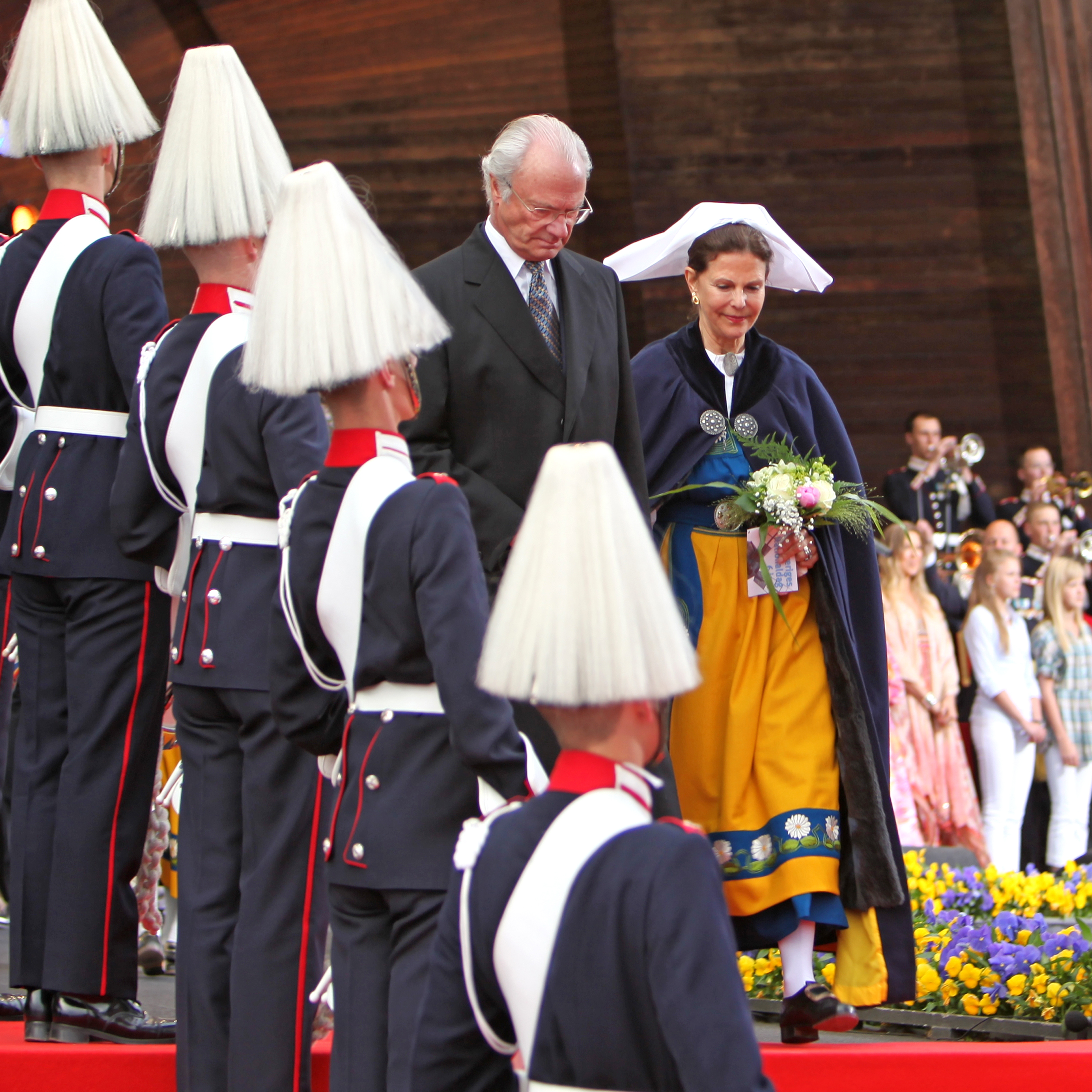
Re Carlo XVI Gustavo di Svezia con la Regina Consorte Silvia presso Skansen nel 2009

La tradizione di celebrare questa data iniziò nel 1916 allo Stockholms Olympiastadion, in ricordo del 6 giugno 1523, giorno dell'ascesa al trono di Gustavo I di Svezia,  incoronato e acclamato come il liberatore della patria dalla dominazione danese. Questo evento viene considerato l'inizio della storia della Svezia moderna.
Alcuni criticano il valore di questa data come festa nazionale, in quanto non venne osservata come tale fino ad alcuni decenni dopo. Tuttavia dal momento che storicamente rappresenta la fine dell'Unione di Kalmar, può essere interpretata come la ricorrenza dell'indipendenza svedese. Ciononostante l'evento accadde così tanto tempo fa da non avere un impatto significativo sulla coscienza collettiva odierna come, ad esempio, il Giorno della Costituzione norvegese (Syttende Mai).
Nel 2005 divenne ufficialmente giorno festivo rimpiazzando il Lunedì di Pentecoste. Ciò comportò una riduzione dei giorni festivi annuali effettivi in Svezia, in quanto periodicamente la festa del 6 giugno cade nel fine settimana, al contrario del Lunedì di Pentecoste. Questo comportò le proteste di alcuni sindacati svedesi.

## Eventi legati a questa data

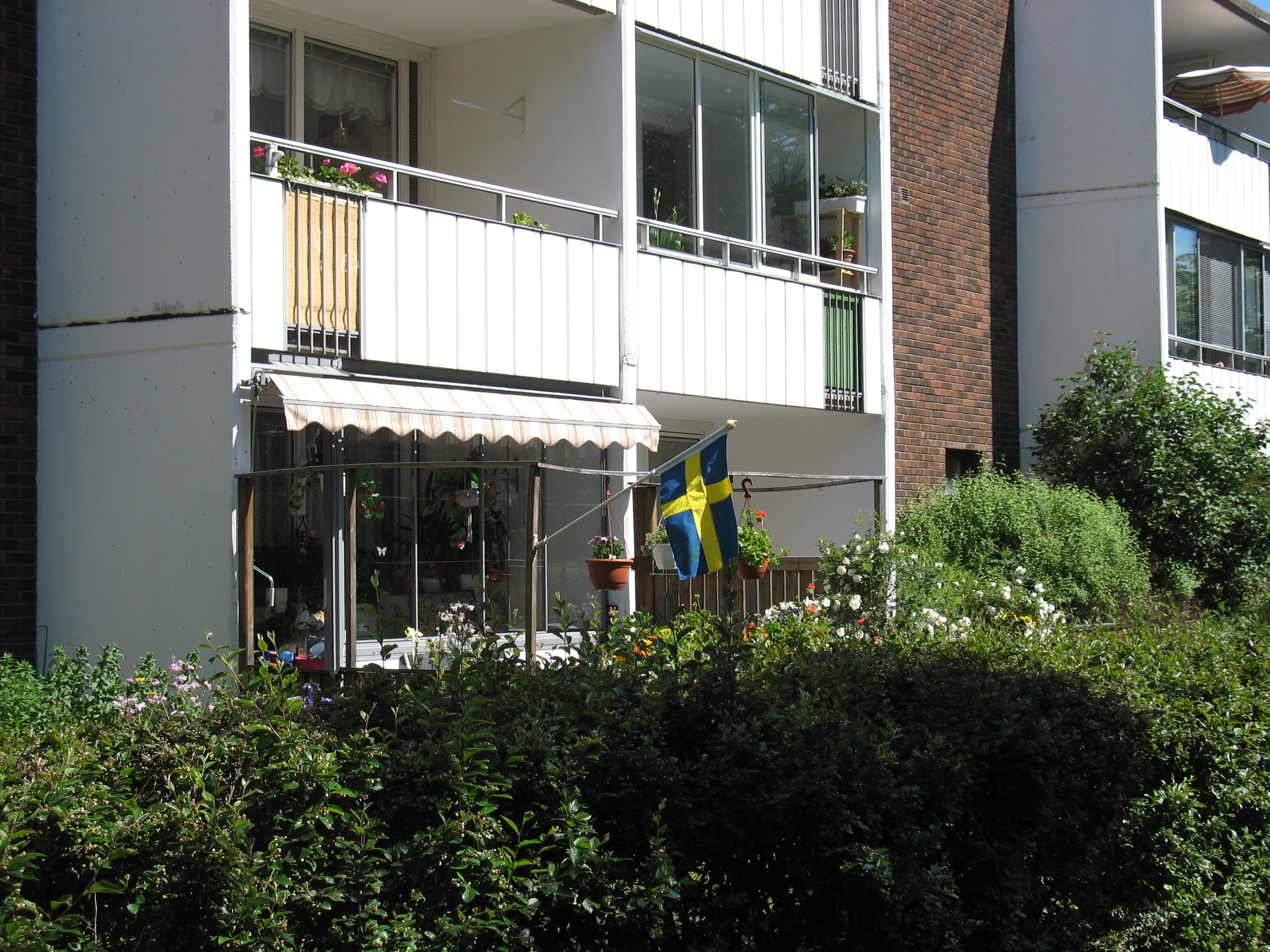
Una bandiera svedese appesa fuori da una casa presso Jakobsberg, appena a nord di Stoccolma, il 6 giugno 2007.

- 1523 - Gustavo I Vasa viene eletto Re di Svezia, ponendo fine all'Unione di Kalmar.
- 1654 - Carlo X Gustavo succede a sua cugina Cristina di Svezia in seguito all'abdicazione di quest'ultima.
- 1809 - La Svezia adotta una riforma costituzionale che restituisce potere politico al Riksdag degli Stati.
- 1857 - Sofia di Nassau sposa il futuro Oscar II di Svezia.
- 1956 Nasce Bjorn Borg.
- 1974 -Viene varata una nuova riforma costituzionale.

Gli eventi del 1523 e del 1809 sono generalmente ritenuti i più importanti; il primo ristabilì la Svezia come stato indipendente dopo l'Unione di Kalmar, l'altro segnò la nascita della Costituzione in uso in Svezia fino agli anni '70.

## Galleria d'immagini

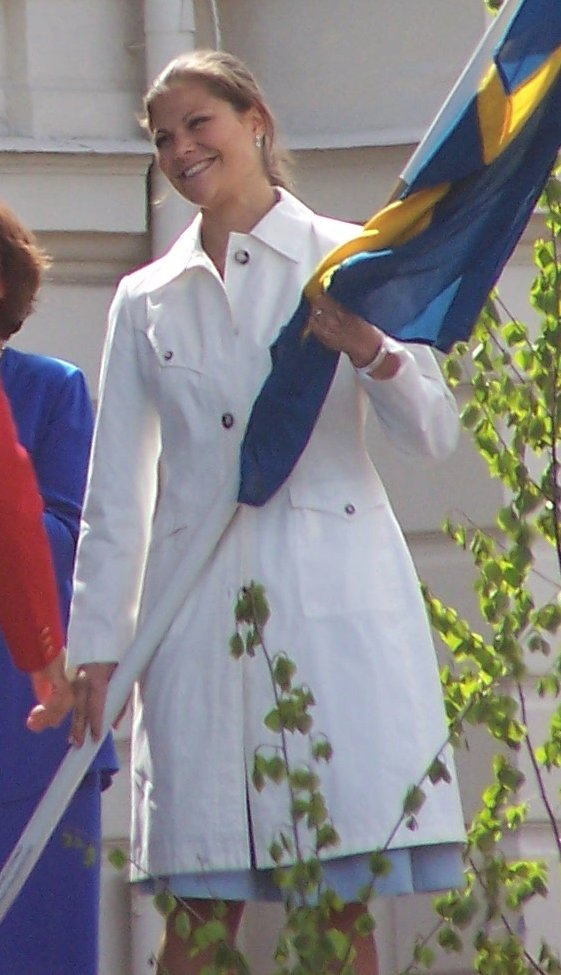
La principessa Vittoria di Svezia alle celebrazioni del 2006.
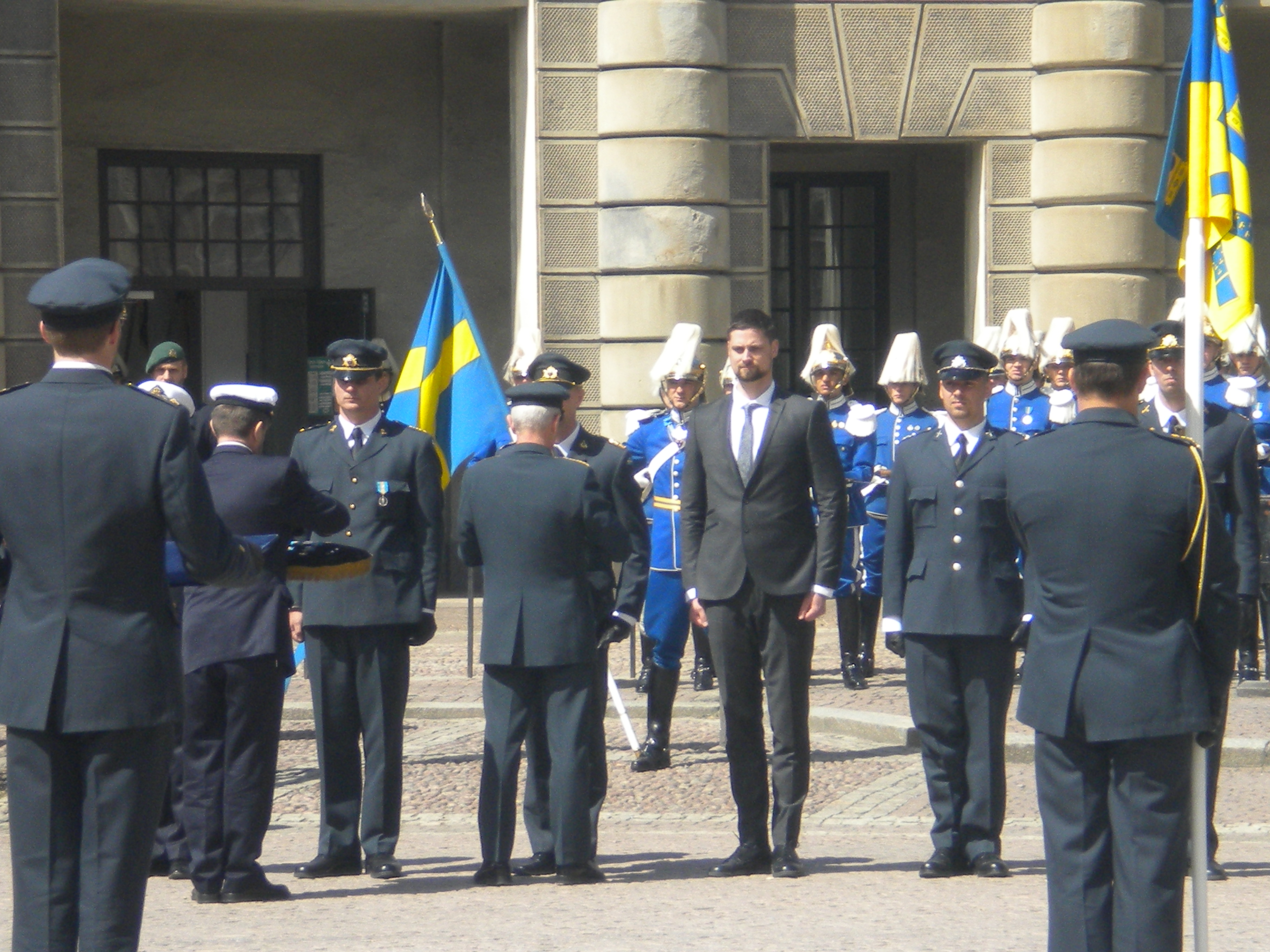
Soldati ONU svedesi decorati alla celebrazione del 2012.
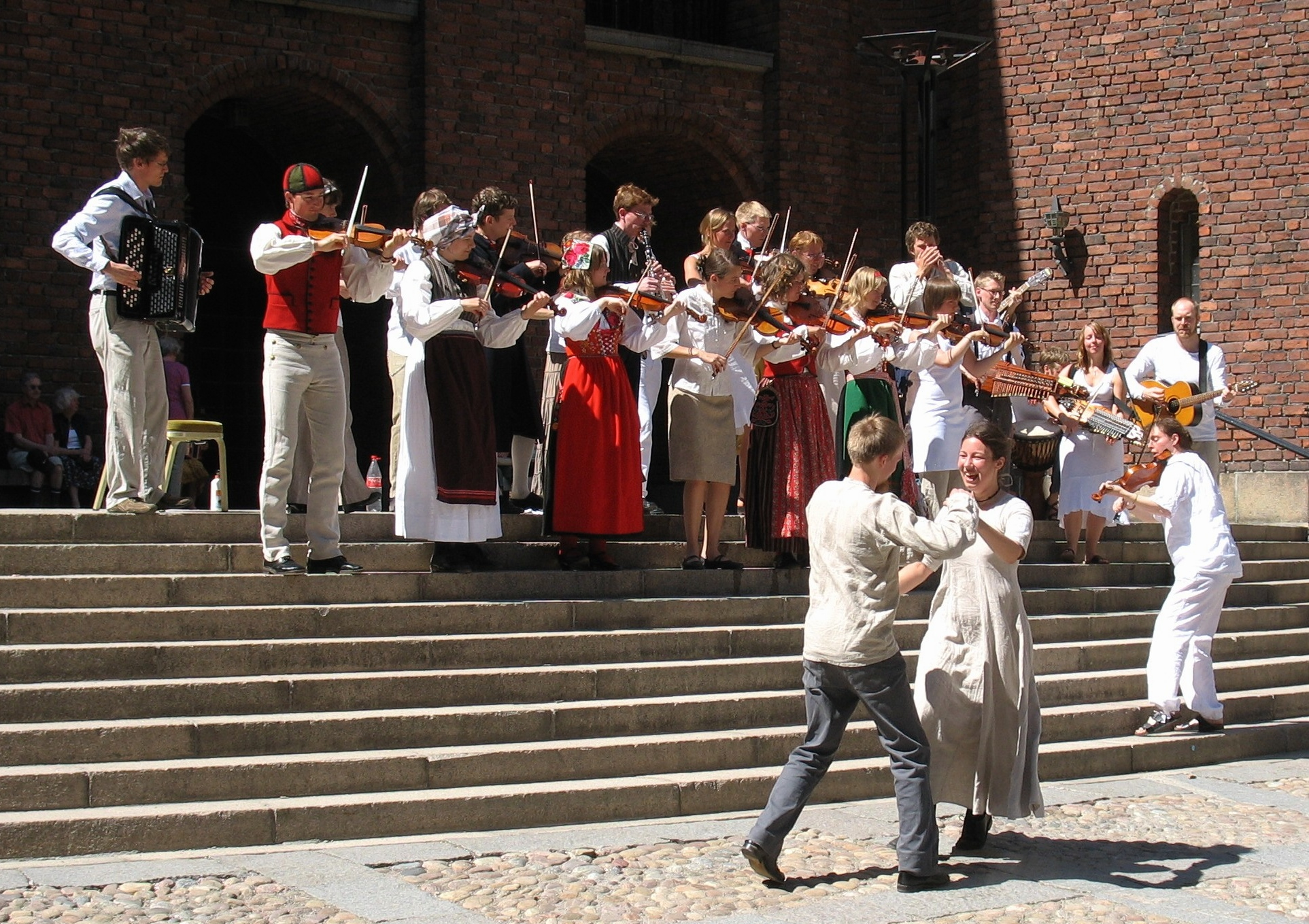
Un complesso di musica tradizionale svedese durante le celebrazioni del 2007 presso il Municipio di Stoccolma.
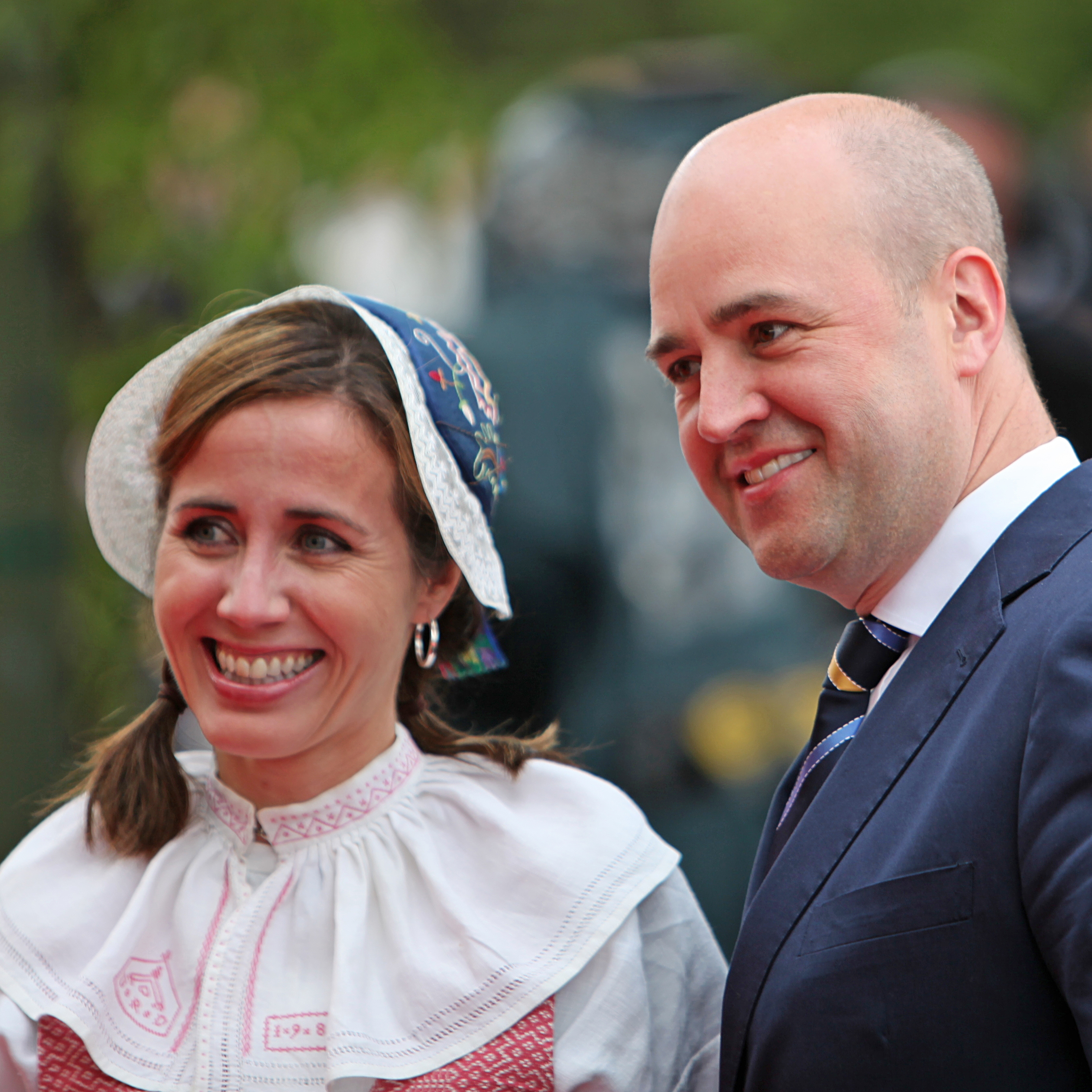
L'allora primo ministro svedese Fredrik Reinfeldt con la moglie Filippa Holmberg alle celebrazioni presso Skansen nel 2009.
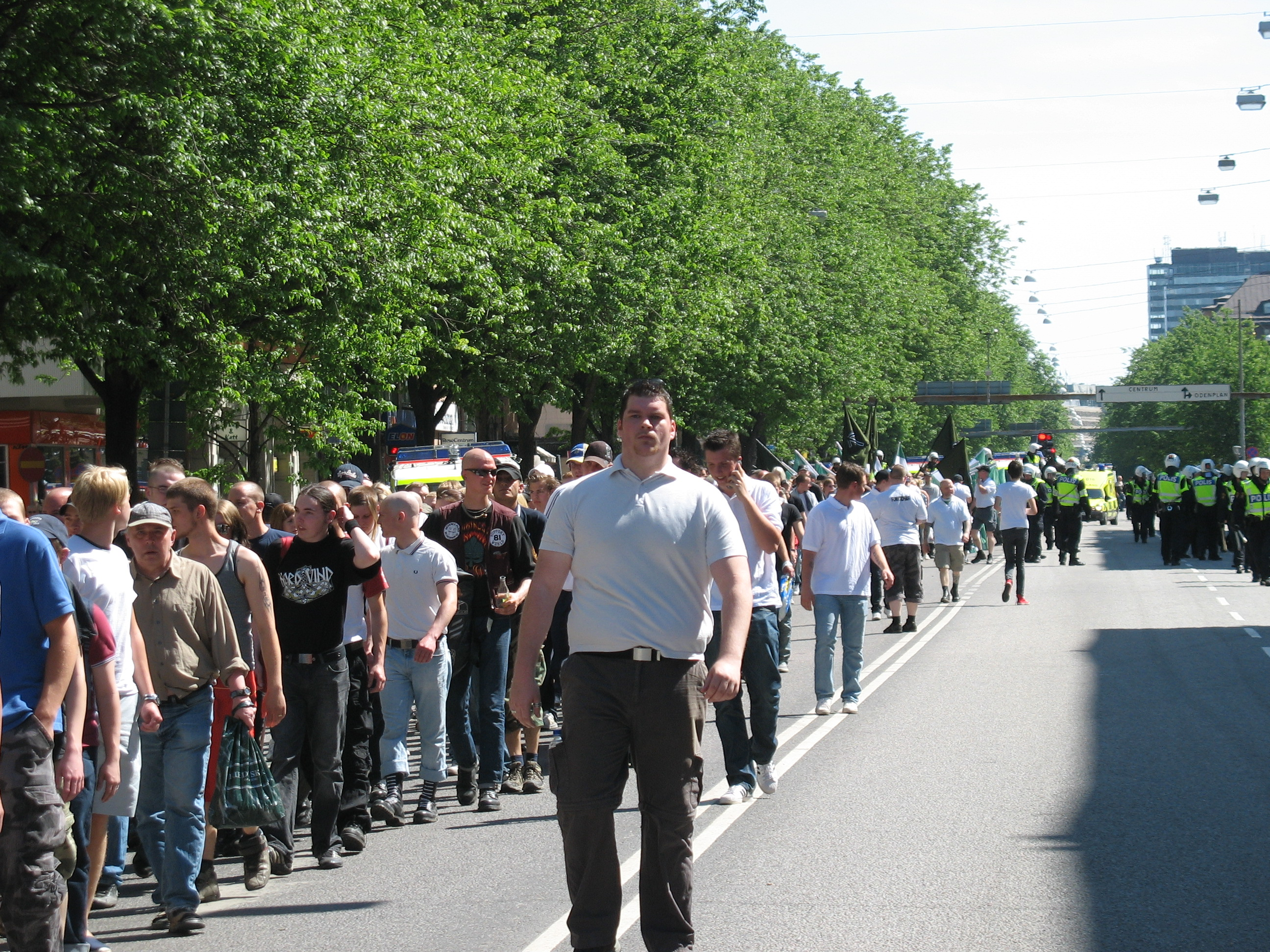
L'estrema destra svedese è solita approfittare della festa nazionale per organizzare manifestazioni pubbliche. Nella foto una manifestazione del 2007.